# 張虎臣
張虎臣（？—1861年），字翼卿。直隸沙河縣（今河北省沙河市）東崔村人，清朝軍事將領。武榜眼。

## 生平
咸豐二年（1852年）中式壬子恩科一甲第二名武進士，授二等侍衛。咸豐九年（1859年），出官浙江處州營遊擊，歷署平陽、嚴州協副將。咸豐十年（1860年），太平軍李秀成部大舉進攻浙江，張虎臣奉命調省城防守。次年，杭州失陷，虎臣被砍傷重身亡。其事上聞，朝廷按例賜恤，贈雲騎尉世職，入祀忠義詞。
張虎臣殉國之後，其棺在蕭山祗園寺寄放。友人績溪胡培系用朱筆在棺木上書寫姓名、籍貫，以爲識別。後來，蕭山令龔某葬之於傅家山。光緒八年（1882年），張虎臣子張傑徒步前往杭州，找尋父親遺骨。胡培系已在寧國十餘年，有事暫至杭州。張傑急忙前往拜謁，輾轉找到其父葬處，挖掘棺木，朱書仍在。在浙江為官的沙河同鄉資助其喪歸故里。民國《沙河縣志》有傳。